# Садово (Благоевградская область)
Садово (болг. Садово) — село в Благоевградской области Болгарии. Входит в состав общины Хаджидимово. Находится примерно в 4 км к юго-западу от центра города Хаджидимово и примерно в 83 км к юго-востоку от центра города Благоевград. По данным переписи населения 2011 года, в селе  проживало 419 человек.

## Население
| Год     | 1934 | 1946 | 1956 | 1965 | 1975 | 1985 | 1992 | 2001 | 2011 |
| ------- | ---- | ---- | ---- | ---- | ---- | ---- | ---- | ---- | ---- |
| Жителей | 736  | 929  | 901  | 807  | 654  | 685  | 611  | 540  | 419  |

| Национальность | Человек | Процент |
| -------------- | ------- | ------- |
| болгары        | 408     | 99,27%  |
| другие         | 3       | 0,73%   |
| Всего ответов  | 411     |         |

|  |